# Rambergsstaden

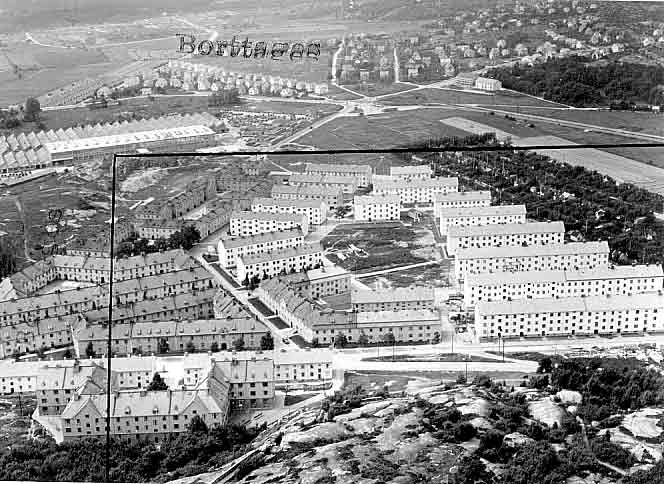
Rambergsstaden, 1930-talet

Rambergsstaden är en stadsdel och ett primärområde i stadsområde Hisingen i Göteborgs kommun. 

## Belägenhet
Rambergsstaden är belägen vid Rambergets norra fot och består till stor del av bebyggelse från tidigt 1930-tal. Stadsdelen har en areal på 164 hektar.
I nära anknytning till Rambergsstaden har Volvokoncernen omfattande verksamhet. Även ESAB har haft verksamhet här under lång tid.

## Kända personer från Rambergsstaden
- Kent Andersson, skådespelare, var född och uppväxt i Rambergsstaden.
- Reine Almqvist, Fotbollsspelare och tränare.

## Nyckeltal

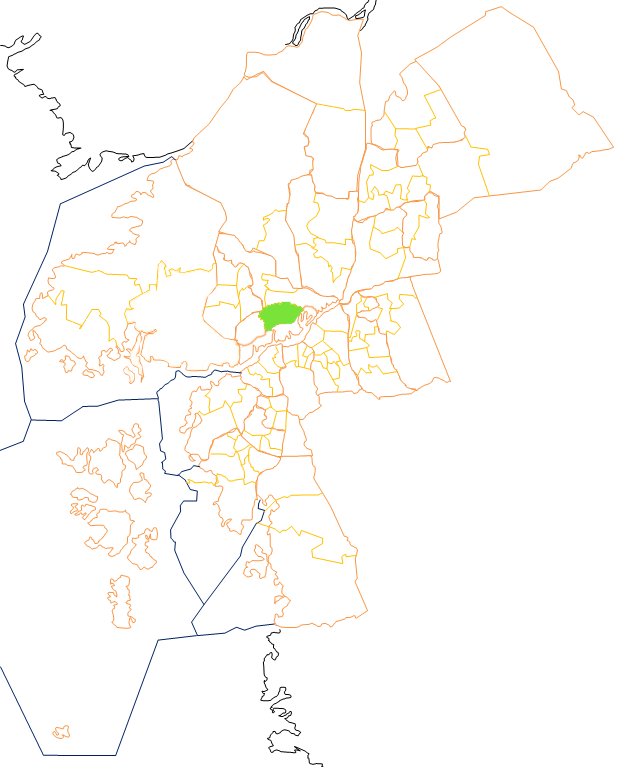
Rambergsstaden

Nyckeltalen redovisar statistik som beskriver Göteborg och dess 96 delområden, primärområden, per den 31 december och kan användas för att jämföra de olika områdena. Nedan redovisas uppgifter för primärområdet och jämförelse görs mot uppgifterna för hela kommunen.
|                                                           | Rambergsstaden | Hela Göteborg |
| --------------------------------------------------------- | -------------- | ------------- |
| Folkmängd                                                 | 10 331         | 587 549       |
| Befolkningsförändring 2020–2021                           | +365           | +4 493        |
| Andel födda i utlandet                                    | 33,9 %         | 28,3 %        |
| Andel utrikes födda eller med två utrikes födda föräldrar | 42,8 %         | 38,1 %        |
| Medelinkomst                                              | 297 800 kr     | 332 400 kr    |
| Arbetslöshet                                              | 6,4 %          | 6,6 %         |
| Antal ersatta dagar från F-kassan per person (16-64 år)   | 19,7           | 19,5          |
| Andel med eftergymnasial utbildning (minst 3 år)          | 38,9 %         | 37,9 %        |
| Andel bostäder före 1941                                  | 23,0 %         |               |
| Andel bostäder i allmännyttan                             | 21,5 %         | 25,9 %        |
| Antal färdigställda bostäder 2021                         | 292            |               |
| Andel bostäder i småhus                                   | 0,7 %          | 18,3 %        |

## Stadsområdes- och stadsdelsnämndstillhörighet
Primärområdet tillhörde fram till årsskiftet 2020/2021 stadsdelsnämndsområdet Lundby och ingår sedan den 1 januari 2021 i stadsområde Hisingen.